# CAB Stark Mountain
TAC Stark – samochód terenowy klasy kompaktowej produkowany pod brazylijską marką TAC w latach 2009 – 2018 oraz pod marką CAB jako CAB Stark Mountain od 2018 roku.

## Historia i opis modelu
Niewielki samochód terenowy TAC Stark zaprezentowany został po raz pierwszy w marcu 2008 roku, stanowiąc odpowiedź na konkurencyjną konstrukcję innego lokalnego producenta, Trollera. Samochód wyróżnił się masywną sylwetką z wyraźnie zarysowanymi nadkolami, a także kontrastowym malowaniem nadwozia.
Jednostką napędową był czterocylindrowy silnik z turbodoładowaniem konstrukcji Volkswagena, który wyróżniał się pojemnością 1,8 litra i możliwością zasilania etanolem. Współpracował on z 5-biegową manualną skrzynią biegów firmy Eaton, przenosząc napęd na obie osie.

### eStark
W 2012 roku ówczesne TAC Motors zawarło współpracę z amerykańskim producentem motocykli, który dostarczył silniki elektryczne do eksperymentalnego wariantu elektrycznego Starka. Otrzymał on nazwę TAC eSTark, nie trafiając jednak do produkcji seryjnej i pozostając jedynie próbną koncepcją.

### Zmiana nazwy
Po tym, jak TAC Motors zostało przejęte od Zotye Auto przez brazylijskie Ferreira Souza, zdecydowano się zmienić nazwę przedsiębiorstwa na CAB Motors. Przyniosło to zarazem zmianę nazwy TAC Stark, które odtąd produkowane jest jako CAB Stark Mountain. Jego gama została przy tym obszernie zmodernizowana i poszerzona o nowe warianty wyposażeniowe.

### Sprzedaż
Małoseryjna produkcja Starka rozpoczęła się w 2009 roku, kosztując wówczas na rodzimym rynku równowartość 95 tysięcy złotych. Producent posiadał ambitne plany eksportowe, jednak pozostał on konstrukcją przeznaczoną wyłącznie dla klientów brazylijskich.

### Silnik
- R4 2.3l 103 KM